# سندرم ناخنک چندگانه
سندرم ناخنک چندگانه یا سندرم ناخنک‌های متعدد (انگلیسی: Multiple pterygium syndrome) یک بیماری جلدی ژنتیکی از نوعِ اتوزومال غالب است.